# Orthocarpus
Orthocarpus es un género  de plantas fanerógamas perteneciente a la familia Orobanchaceae, anteriormente clasificadas en Scrophulariaceae.  Comprende 62 especies descritas, de estas, muchas han sido trasladadas al género Castilleja.

## Taxonomía
El género fue descrito por Thomas Nuttall y publicado en The Genera of North American Plants 2: 56–58. 1818.    La especie tipo es: Orthocarpus luteus Nutt.

## Especies seleccionadas
- Orthocarpus attenuatus
- Orthocarpus australis
- Orthocarpus barbatus
- Orthocarpus beldingi
- Orthocarpus bicolor